# Снарево
Снарево — деревня в Окуловском муниципальном районе Новгородской области, относится к Берёзовикскому сельскому поселению.

## Население
В 2002 — 11.
| 2010 | 2012 |
| ---- | ---- |
| 22   | ↗29  |

## Географическое положение
Деревня расположена в северной части Валдайской возвышенности, на восточном побережье озера Заозерье, в истоке реки Перетна, в 2 км к северу от трассы Крестцы—Окуловка—Боровичи, в 3,5 км к северо-востоку от административного центра сельского поселения — села Берёзовик, в 5,5 км к северо-западу от города Окуловка, в 7,5 км от ж/д станции Окуловка.

## Археология
Селище «Снарево-I» выявлено в 2002 году Областной археологической экспедицией НовГУ им. Ярослава Мудрого, тогда же была сделана предварительная датировка памятника — третья четверть I тысячелетия н. э., в 2007 году в окрестностях озера у Дорищ, Забродья и Снарево найдены керамика раннего железного века, относящаяся к дославянскому населению и древнейшему этапу славянского заселения района озера.

## История
В XV—XVII веках деревня относилась к Полищском погосту Деревской пятины Новгородской земли.
В 1460—1470-х, на закате Новгородской республики, деревней владел знатный новгородский боярин Василий Никифоров; в 1480-х — его тесть, знатный московский боярин Василий Захарьевич Ляцкий; а в 1495 — Иван Васильевич Ляцкий.
В 1776—1792, 1802—1918 деревня Снарево находилась в Крестецком уезде Новгородской губернии. С начала XIX века — в образованной Заозерской волости Крестецкого уезда с центром в деревне Заозерье.
Снарево отмечено на картах Крестецкого уезда 1788(64-й, 65-й листы). Встречается на специальной карте Западной части России Шуберта 1826—1840 годов
В 1908 в деревне Снарево было 8 дворов и 13 домов с населением 44 человека.